# Пирта
Пирта, в среднем течении Каба, в верхнем Ланда — река в России, протекает по территории Костомукшского городского округа Карелии. Устье реки находится в 8,8 км по правому берегу реки Вуокинйоки. Длина реки — 36 км, площадь водосборного бассейна — 391 км².

## Бассейн
Пирта берёт своё начало из озера Нижнего Лабуки на высоте 225,0 м над уровнем моря. Протекает через озёра Ланда, Пойка-Поляна, Сурвиярви, Круглое, Хайка, Няу, Верхнее- и Нижнее Пиртоярви.
Пирта имеет правый приток Ладво, протекающий через три озера: Верхнее-, Среднее- и Нижнее Ладво.
В Нижнее Лабука — исток Пирты — втекает безымянная протока, вытекающая из озера Верхней Лабуки. В последнее впадает река Виче, протекающая через озеро Виче.

## Данные водного реестра
По данным государственного водного реестра России относится к Баренцево-Беломорскому бассейновому округу, водохозяйственный участок реки — Кемь от истока до Юшкозерского гидроузла, включая озёра Верхнее, Среднее и Нижнее Куйто. Речной бассейн реки — бассейны рек Кольского полуострова и Карелии, впадает в Белое море.
Код объекта в государственном водном реестре — 02020000812102000002963.